# 오천초등학교 삽시분교
오천초등학교 삽시분교는 대한민국 충청남도 보령시에 있는 공립 초등학교이다.

## 학교 연혁
- 1941년 6월 15일: 광명공립국민학교 부설 삽시간이학교로 개교
- 1944년 4월 1일: 광명공립국민학교 삽시분교장 승격

## 참고 자료
- 오천초등학교삽시분교장 - 한국교육학술정보원 학교알리미